# Макфан, Джон
Джон Дэвид Макфан (англ. John David McPhun; род. 8 сентября 1940, Солсбери) — южнородезийский и родезийский хоккеист на траве, полевой игрок; крикетист. Участник летних Олимпийских игр 1964 года.

## Биография
Джон Макфан родился 8 сентября 1940 года в городе Солсбери в Южной Родезии (сейчас Хараре в Зимбабве).
В 1959—1972 годах выступал за сборные Южной Родезии и Родезии по крикету на позиции бэтсмена, участвая в розыгрышах Кубка Карри, в котором также участвовали сборные провинций ЮАС и ЮАР. Провёл 33 первоклассных матча и 3 матча в классе «А», сделав соответственно 1514 и 13 пробежек.
В 1964 году вошёл в состав сборной Южной Родезии по хоккею на траве на летних Олимпийских играх в Токио, поделившей 11-12-е места. Играл в поле, провёл 6 матчей, мячей не забивал.
В 1970 году был одним из пяти номинантов на звание лучшего спортсмена года в Южной Родезии.